# Karl Wald
Karl Wald (Frankfurt am Main, 1916. február 17. – Penzberg, 2011. július 26.) német nemzeti labdarúgó-játékvezető. Ő a büntetőlövés kitalálójaként ismert a labdarúgásban.

## Pályafutása
A játékvezetői vizsgát 1936-ban Frankfurtban tette le, pályafutása során hazája legfelső szintű labdarúgó-bajnokságának játékvezetője lett. 1963-ban elérte a játékvezetés felső korhatárát, de külön engedéllyel a nemzeti ligában partbíróként tovább működhetett. Az aktív nemzeti játékvezetéstől 1963-ban búcsúzott, de partbíróként további két évet szolgált. Alacsonyabb osztályokban 1991-ig aktív maradt. Több mint 1000 mérkőzést vezetett.

## Sporttalálmánya
Az ő javaslatára vezette be a FIFA, olyan nemzetközi mérkőzések eldöntésére a büntetőrúgásokat, ahol a rendes játékidőt követő 2x15 perces hosszabbítás sem hozott eredményt. Az ilyen találkozók végén 5-5 büntetőrúgást kell elvégezni, további döntetlen esetén felváltva végezni a rúgásokat mind addig, amíg valamelyik csapat játékosa nem hibázik.

## Sikerei, díjai
A 90. születésnapján a nemzetközi szövetség (FIFA) elnöke, Sepp Blatter személyesen gratulált neki.